# Rocherath
Rocherath is een plaats en deelgemeente in de Belgische gemeente Büllingen in de provincie Luik, niet ver van de Duitse grens. Rocherath is de hoogstgelegen deelgemeente van België en vormt samen met het eraan vastgegroeide Krinkelt een dubbeldorp.

## Geschiedenis
Rocherath werd gesticht vanuit Krinkelt vanaf de 12e eeuw. Vooral in de 14e eeuw, toen in Krinkelt een pestepidemie heerste, verhuisden velen van daar naar Rocherath. De dorpen zijn aan elkaar gegroeid en de kerk bevindt zich te Krinkelt.

## Demografische ontwikkeling
- Bronnen:NIS, Opm:1930 tot en met 1970=volkstellingen, 1976 inwoneraantal op 31 december

## Kernen
Tot de deelgemeente Rocherath behoren de kernen Krinkelt en Wirtzfeld.

## Nabijgelegen kernen
Krinkelt, Wahlerscheid, Elsenborn